# Protein-RNA-Interaktion
Eine Protein-RNA-Interaktion bezeichnet eine Bindung von einem Protein an RNA. Dadurch werden verschiedene Prozesse der Genexpression in Zellen gesteuert.

## Eigenschaften
Proteine, die eine Wechselwirkung mit RNA eingehen, werden als RNA-bindende Proteine bezeichnet, z. B. Ribonukleoproteine, Proteine der Transkription und der Translation, der RNA-Interferenz, miRNA-bindende Proteine, RNA-modifizierende Enzyme wie RNasen und die DNase Cas9.
Die Interaktionen können in sequenzspezifische und sequenzunabhängige Protein-RNA-Interaktionen eingeteilt werden. Bei den sequenzspezifisch bindenden Proteinen erfolgt die Bindung zumindest teilweise an den Ribonukleinbasen (Adenin, Cytidin, Guanin, Uracil), während für eine sequenzunabhängige Bindung eine Wechselwirkung mit den Ribose-Phosphat-Wiederholungseinheiten des RNA-Rückgrats ausreicht.
Analog definierte Interaktionen sind z. B. Protein-Lipid-Interaktionen, Protein-Protein-Interaktionen und Protein-DNA-Interaktionen.

## Nachweisverfahren
Verschiedene Methoden können zur Charakterisierung (RNA-Sequenz, RNA-bindende Proteine) verwendet werden. Protein-RNA-Interaktionen können z. B. durch Immunpräzipitation, EMSA, RNA-Seq, RIP-Chip, ICLIP, CLIP-Seq oder per PAR-CLIP nachgewiesen werden. Daneben kann eine Strukturaufklärung per Röntgenstrukturanalyse oder per NMR-Spektroskopie erfolgen. Weiterhin kann die Affinität einer Bindung durch einen Ligandenbindungstest ermittelt werden, z. B. per Filterbindungstest.